# Bartolomeo Gonzaga

Stemma dei Gonzaga, 1433

Bartolomeo Gonzaga (1380 – 1425) è stato un condottiero e politico italiano.

## Biografia
Era probabilmente figlio di Filippino Gonzaga, a sua volta figlio di Corrado, capostipite della linea cadetta dei “Gonzaga di Palazzolo” e di Orsola Cavriani.
Bartolomeo Gonzaga fu un abile condottiero e podestà di alcune città, tra cui Canneto sull'Oglio e Perugia.
Iniziò la sua carriera militare nei mercenari del condottiero Giovanni Acuto, che nel 1386 combatté contro Siena. Nel 1398 fondò, con il condottiero Giovanni da Buscareto, la Compagnia della Rosa. Partecipò nel 1402 alla Battaglia di Casalecchio sotto le insegne del duca di Milano. Nel 1403, al soldo del marchese di Mantova, occupò militarmente Legnago. Nel 1419 fu nominato capitano del popolo di Firenze e nel 1422 papa Martino V lo nominò senatore a Roma.
Morì nel 1425.

## Discendenza
Bartolomeo ebbe due figli:
- Galeazzo (1370-1406), condottiero;
- Malatesta.

## Ascendenza
|                                             |                 |                                    | Genitori                                         |  |  | Nonni |  |  | Bisnonni                            |  |  | Trisnonni     |  |
|                                             |                 |                                    |                                                  |  |  |       |  |  | Luigi I Gonzaga, signore di Mantova |  |  | Guido Corradi |  |
|                                             |                 |                                    |                                                  |  |  |       |  |  | Luigi I Gonzaga, signore di Mantova |  |  | Guido Corradi |  |
|                                             |                 | Estrambina di San Martino          |                                                  |  |  |       |  |  | Luigi I Gonzaga, signore di Mantova |  |  |               |  |
| Corrado Gonzaga                             |                 |                                    |                                                  |  |  |       |  |  | Luigi I Gonzaga, signore di Mantova |  |  |               |  |
|                                             |                 | Caterina Malatesta                 | Pandolfo I Malatesta, signore di Pesaro e Rimini |  |  |       |  |  |                                     |  |  |               |  |
|                                             |                 | Caterina Malatesta                 | Pandolfo I Malatesta, signore di Pesaro e Rimini |  |  |       |  |  |                                     |  |  |               |  |
|                                             |                 | Caterina Malatesta                 | Taddea da Rimini                                 |  |  |       |  |  |                                     |  |  |               |  |
| Filippino Gonzaga                           |                 | Caterina Malatesta                 |                                                  |  |  |       |  |  |                                     |  |  |               |  |
|                                             |                 | Lodrisio Beccaria, nobile di Pavia | …                                                |  |  |       |  |  |                                     |  |  |               |  |
|                                             |                 | Lodrisio Beccaria, nobile di Pavia | …                                                |  |  |       |  |  |                                     |  |  |               |  |
|                                             |                 | Lodrisio Beccaria, nobile di Pavia | …                                                |  |  |       |  |  |                                     |  |  |               |  |
| Verde Beccaria                              |                 | Lodrisio Beccaria, nobile di Pavia |                                                  |  |  |       |  |  |                                     |  |  |               |  |
|                                             |                 | …                                  | …                                                |  |  |       |  |  |                                     |  |  |               |  |
|                                             |                 | …                                  | …                                                |  |  |       |  |  |                                     |  |  |               |  |
|                                             |                 | …                                  | …                                                |  |  |       |  |  |                                     |  |  |               |  |
| Bartolomeo Gonzaga                          |                 | …                                  |                                                  |  |  |       |  |  |                                     |  |  |               |  |
|                                             | Pietro Cavriani | Corrado Cavriani                   |                                                  |  |  |       |  |  |                                     |  |  |               |  |
|                                             | Pietro Cavriani | Corrado Cavriani                   |                                                  |  |  |       |  |  |                                     |  |  |               |  |
|                                             | Pietro Cavriani | …                                  |                                                  |  |  |       |  |  |                                     |  |  |               |  |
| Corradino Cavriani, signore della Sacchetta | Pietro Cavriani |                                    |                                                  |  |  |       |  |  |                                     |  |  |               |  |
|                                             |                 | …                                  | …                                                |  |  |       |  |  |                                     |  |  |               |  |
|                                             |                 | …                                  | …                                                |  |  |       |  |  |                                     |  |  |               |  |
|                                             |                 | …                                  | …                                                |  |  |       |  |  |                                     |  |  |               |  |
| Orsola Cavriani                             |                 | …                                  |                                                  |  |  |       |  |  |                                     |  |  |               |  |
|                                             |                 | …                                  | …                                                |  |  |       |  |  |                                     |  |  |               |  |
|                                             |                 | …                                  | …                                                |  |  |       |  |  |                                     |  |  |               |  |
|                                             |                 | …                                  | …                                                |  |  |       |  |  |                                     |  |  |               |  |
| …                                           |                 | …                                  |                                                  |  |  |       |  |  |                                     |  |  |               |  |
|                                             |                 | …                                  | …                                                |  |  |       |  |  |                                     |  |  |               |  |
|                                             |                 | …                                  | …                                                |  |  |       |  |  |                                     |  |  |               |  |
|                                             |                 | …                                  | …                                                |  |  |       |  |  |                                     |  |  |               |  |
|                                             |                 | …                                  |                                                  |  |  |       |  |  |                                     |  |  |               |  |